# Сургодьское сельское поселение
Сургодьское се́льское поселе́ние — муниципальное образование в Торбеевском районе Мордовии Российской Федерации.
Административный центр — село Сургодь.

## История
Статус и границы сельского поселения установлены Законом Республики Мордовия от 28 декабря 2004 года № 127-З  «Об установлении границ муниципальных образований Торбеевского муниципального района, Торбеевского муниципального района и наделении их статусом сельского поселения, городского поселения и муниципального района».
Законом от 17 мая 2018 года N 51-З, Лопатинское сельское поселение и сельсовет были упразднены, а входившие в их состав населённые пункты (деревни Аксёновка, Гальчевка, Зарубята, Шмидовка и село Лопатино) были включены в состав Сургодьского сельского поселения и сельсовета с административным центром в селе Сургодь.

## Население
| 2002 | 2010 | 2012 | 2013 | 2014 | 2015 | 2016 |
| ---- | ---- | ---- | ---- | ---- | ---- | ---- |
| 427  | ↘350 | ↘335 | ↘327 | ↘319 | ↘309 | ↘304 |
| 2017 | 2018 | 2019 | 2020 | 2021 |      |      |
| ↗307 | ↘304 | ↗696 | ↘682 | ↗732 |      |      |

## Состав сельского поселения
| № | Населённый пункт | Тип населённого пункта       | Население |
| - | ---------------- | ---------------------------- | --------- |
| 1 | Аксёновка        | деревня                      | ↘92       |
| 2 | Гальчевка        | деревня                      | ↘87       |
| 3 | Зарубята         | деревня                      | ↘34       |
| 4 | Лопатино         | село                         | ↘245      |
| 5 | Майский          | посёлок                      | →9        |
| 6 | Сургодь          | село, административный центр | ↘341      |
| 7 | Шмидовка         | деревня                      | ↘40       |